# Paolo Massei
Paolo Massei (né le 30 septembre 1712 à Montepulciano, dans l'actuelle province de Sienne, en Toscane, alors dans le Grand-duché de Toscane et mort le 9 juin 1785 à Rome) est un cardinal italien du XVIIIe siècle.
Il est le neveu du cardinal Bartolomeo Massei.

## Biographie
Le pape Pie VI le crée cardinal lors du consistoire du 14 février 1785, mais il meurt dès le mois de juillet de la même année. Masei  ne  participe à aucun conclave.